# Конодонти
Конодонти (от гръцки kōnos – конус и odont – зъб, конусозъби) са изчезнала група от безчелюстни гръбначни животни, приличащи на змиорките. Класифицирани са в клас Conodonta (коносозъби). Дълги години за тях се е знаело само от изолирани запазени зъбевидни елементи, които сега се наричат конодонтни елементи. Знанието за меките им тъкани остава доста лимитирано. Съществували са в световния океан отпреди 300 милиона години (от периода камбрий) докъм началото на юрата. Конодонтните елементи се използват широко за указателни фосили, т.е. фосили, използвани за идентификация на дадени геологични епохи. Животните също сносят името Conodontophora (носители на коносозъби), за да се избегне многозначност.

## Общи сведения
Има 11 познати типа фосилни отпечатъци на кодонтни животни, като те са визуално подобни на змиорки създания с 15 или по-рядко 19 елемента, формиращи билатерално симетрично подреждане в главата. 
Организмите са имали размери от 1 до 40 (Promissum sp.) сантиметра. Конодонтите са имали големи очи, лъчеви перки, дорзална перка от хрущял и V-образна мускулатура. Това ги характеризира в разред Хордови.
Най-старите фосили от конодонти са идентифицирани към периода камбрий. Конодонтите стават многообразни през ранния ордовик, като пикът на разнообразието им е през средната част на ордовик и рязко западат през късния ордовик и силур, преди да достигнат нов връх в разнообразието през средата на девон. Разнообразието на конодонти спада отново след това и само няколко групи остават през пермий. За кратко през ранния триас, след масовото измиране перм – триас на видове има ново повишение в биоразнообразието на конодонти. През средата и късния триас биоразнообразието отново намалява, като кулминацията е тяхното изчезване през периода между триас и юра.